# Zagórze (Kałusz)
Zagórze (ukr. Загір'я) – dawna wieś, od 1925 część miasta Kałusza na Ukrainie, w obwodzie iwanofrankiwskim. Rozpościera się na południe od centrum Kałusza.
Dawniej jednostkowa gmina wiejska, za II RP w powiecie kałuskim województwa stanisławowskiego. Liczba mieszkańców w 1921 roku wynosiła 776. Rozporządzeniem Rady Ministrów z dnia 29 grudnia 1924 gminy wiejskie Zagórze, Bania i Nowy Kałusz włączono do Kałusza